# Sikorsky CH-53E Super Stallion
Sikorsky CH-53E Super Stallion (tạm dịch: Siêu mã) là trực thăng quân sự lớn nhất và nặng nhất hiện phục vụ trong quân đội Hoa Kỳ, do hãng Sikorsky Aircraft chế tạo. Nó là phiên bản phát triển từ CH-53 Sea Stallion, với thay đổi đáng kể là tăng thêm 1 động cơ, 1 cánh quạt nâng và nghiêng trục quay của cánh quạt đuôi chừng 20 độ. Nó được chế tạo bởi hãng Sikorsky Aircraft dành cho Thủy quân Lục chiến Hoa Kỳ. Phiên bản kém thông dụng hơn MH-53E Sea Dragon (Rồng biển) được triển khai trong Hải quân Hoa Kỳ dành cho các nhiệm vụ rà phá mìn tầm xa hoặc vận chuyển với trọng tải rất lớn, và đây được đánh giá là trực thăng vận tải nặng và to nhất của phương Tây. Tại cuộc chiến ở Afghanistan, đây là trực thăng duy nhất có khả năng "vác" một chiếc CH-47 Chinook bị tai nạn.
Một phiên bản của Super Staliion là Sikorsky CH-53K King Stallion (Ngựa vua), hiện đang được nghiên cứu phát triển. Dự kiến King Stallion sẽ có động cơ mới, cánh quạt nâng mới làm bằng vật liệu tổng hợp, và buồng lái rộng hơn.

## Lịch sử phát triển

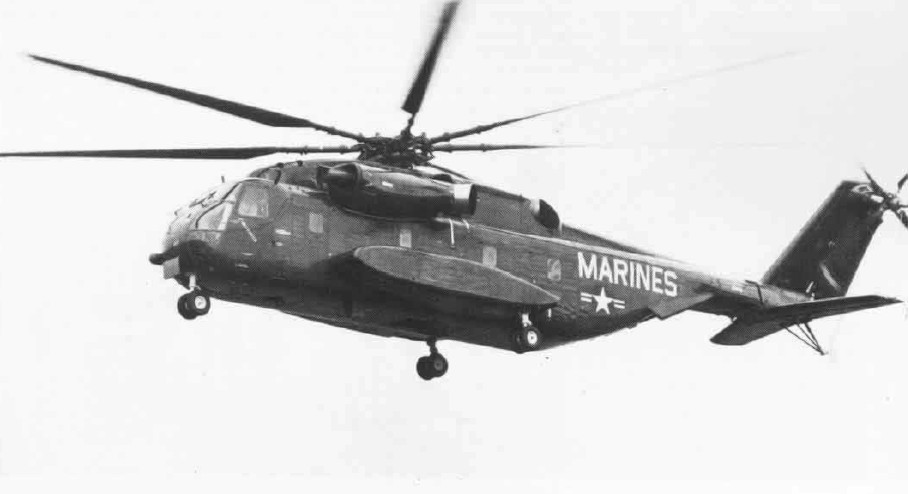
Mẫu YCH-53E trong chuyến bay thử đầu tiên ngày 1 tháng 3 năm 1974.

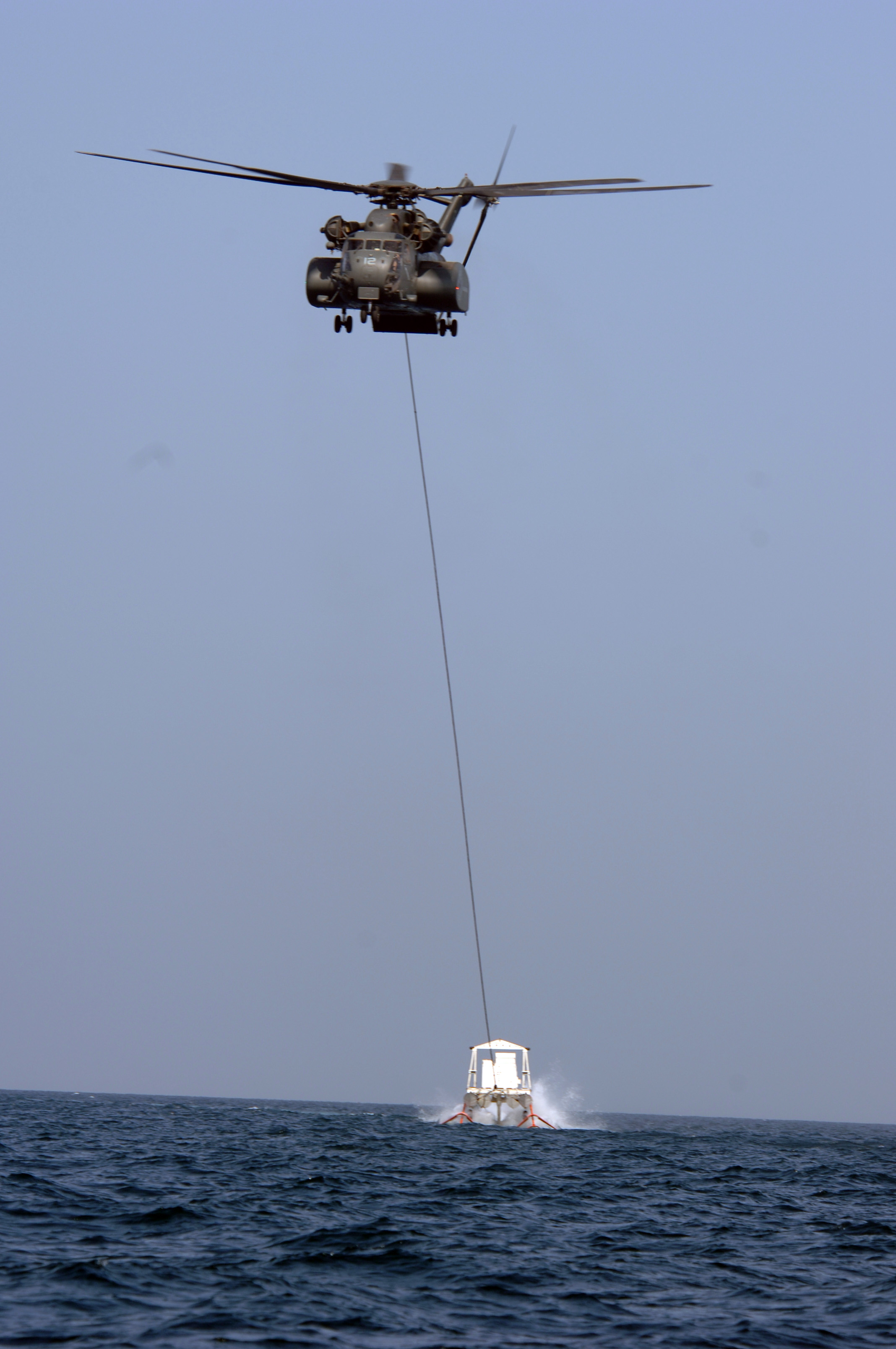
MH-53E đang mang thiết bị quét mìn MK105

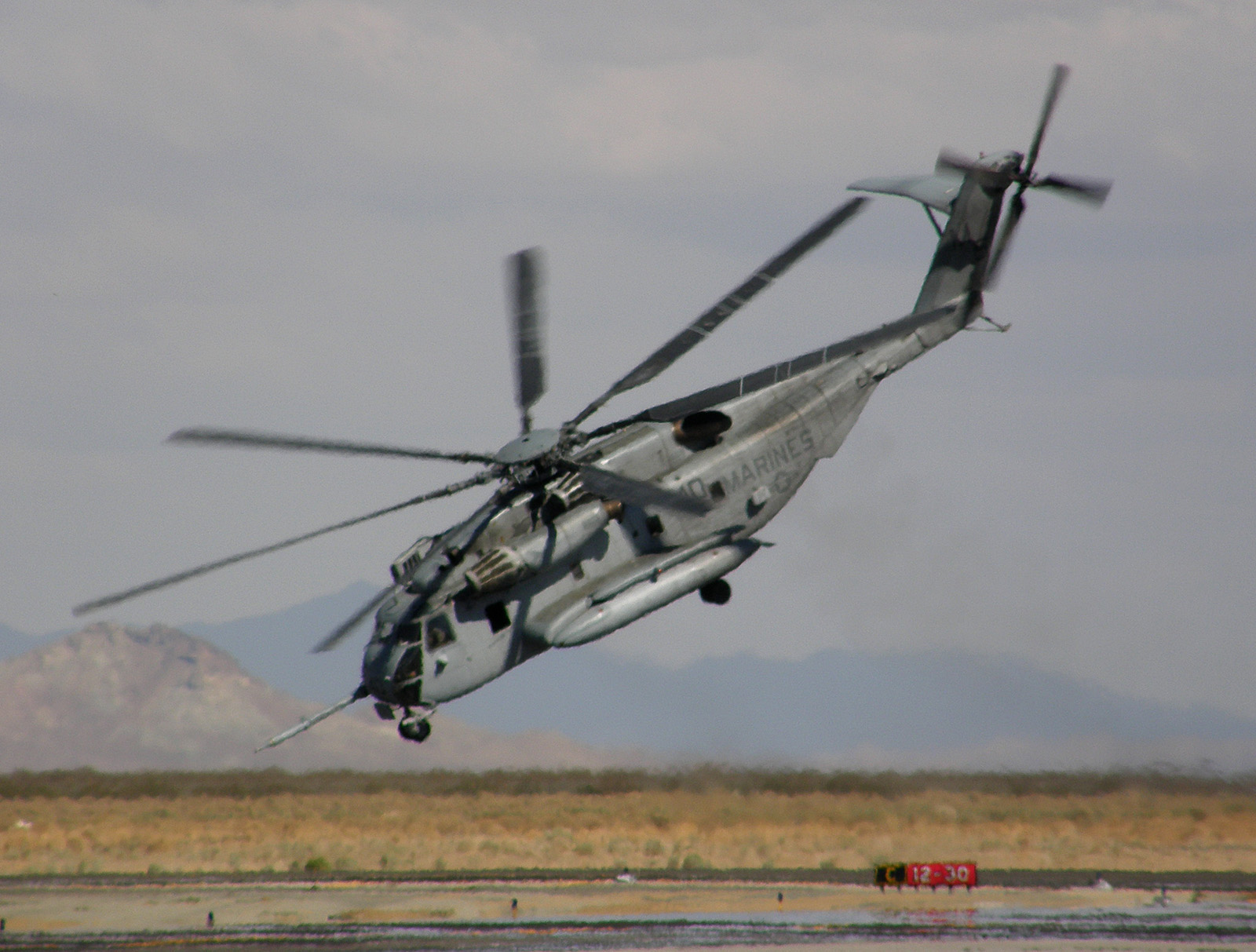
Một chiếc CH-53E bay thao diễn, cho thấy 3 động cơ và hình dạng đuôi.

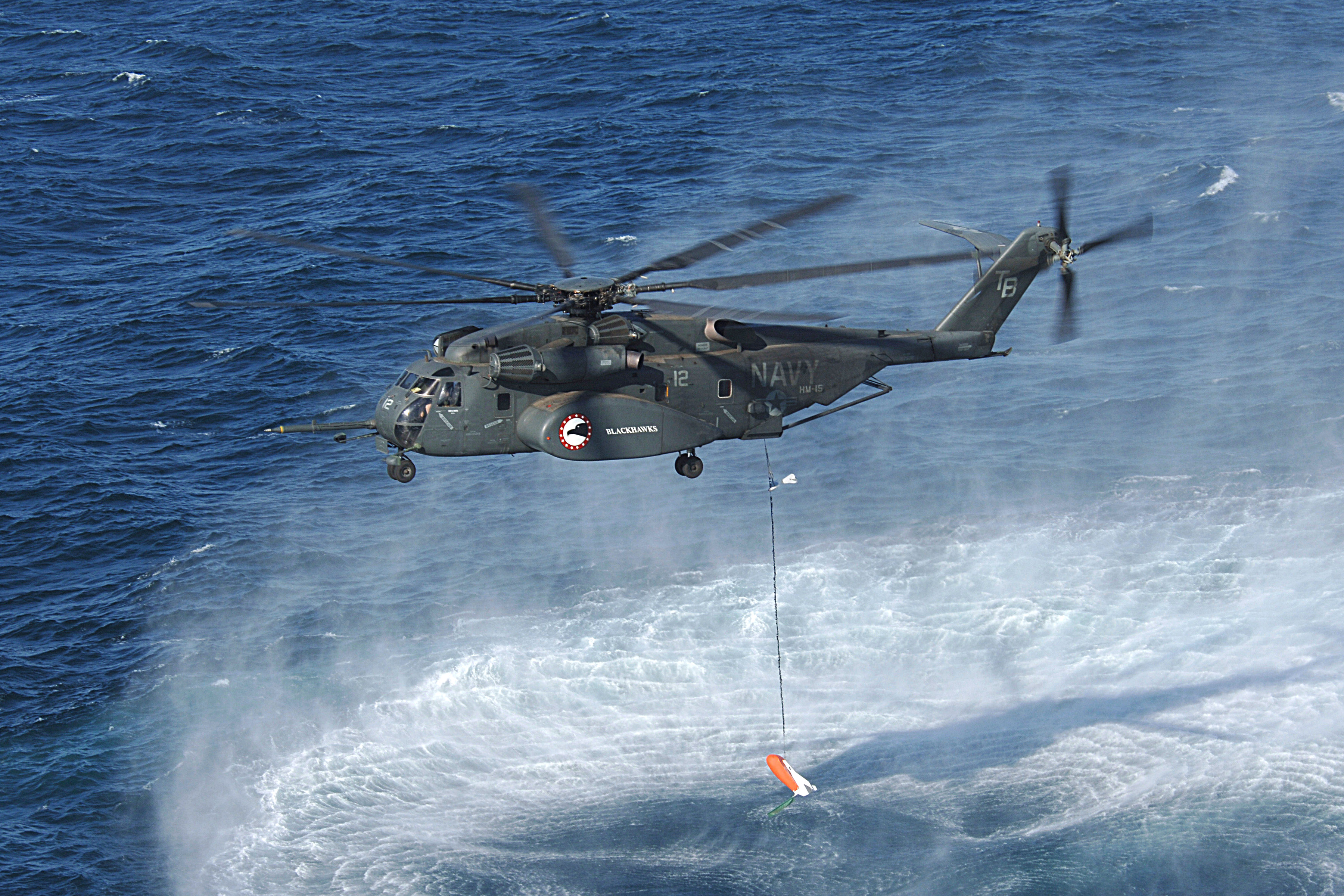
Một chiếc MH-53E của đơn vị HM-15 trong một buổi diễn tập rà phá mìn năm 2007

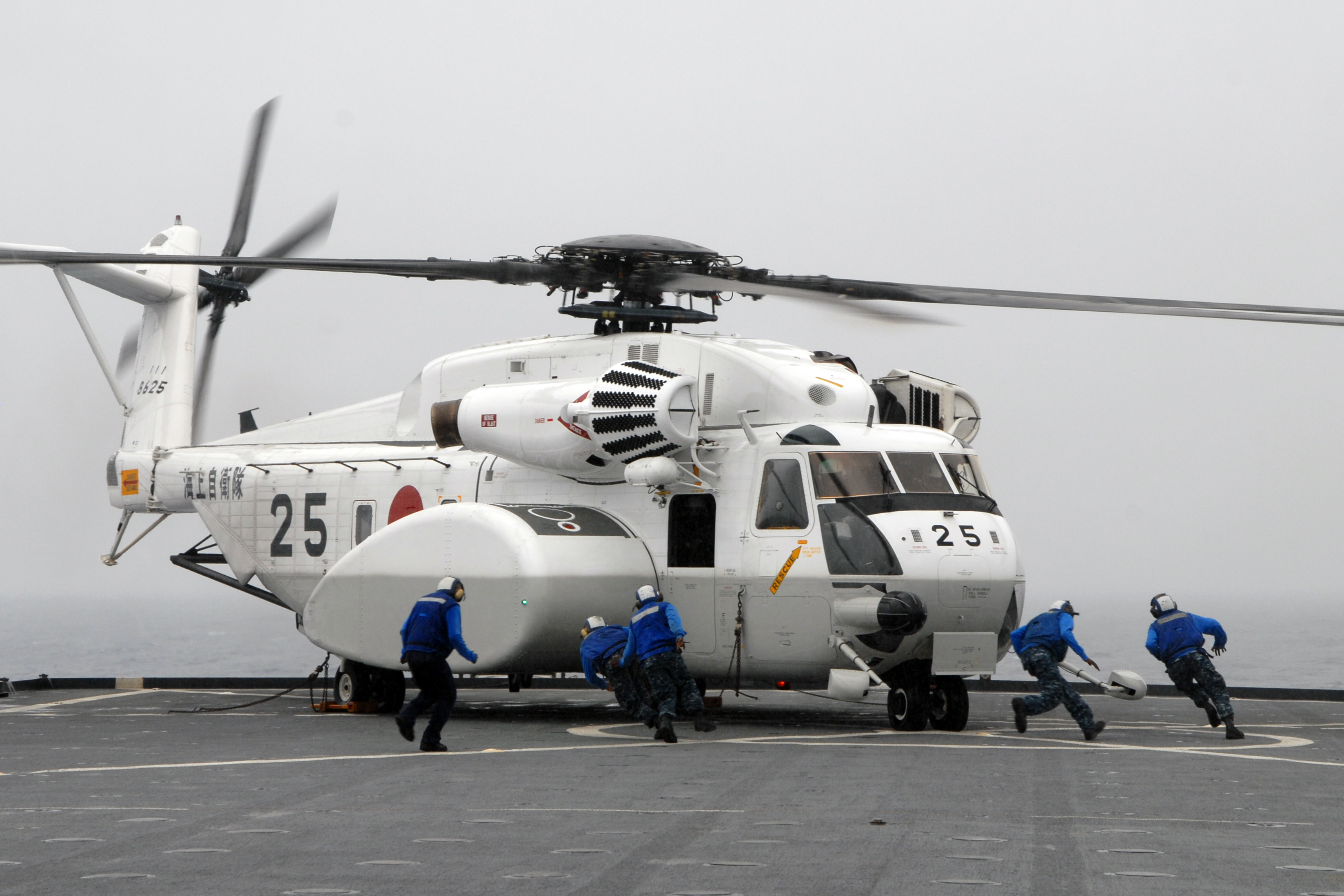
Một chiếc MH-53E của lực lượng phòng vệ biển Nhật Bản đang hạ cánh trên tàu USS Tortuga.

Tiền thân của CH-53E Super Stallion đó là trực thăng CH-53A Sea Stallion, loại trực thăng siêu tải phục vụ trong Thủy quân Lục chiến Hoa Kỳ, do Sikorksy Aircraft chế tạo. Phiên bản thử nghiệm của Sea Stallion tên là YCH-53A bay lần đầu vào ngày 14 tháng 10 năm 1964. Nó được chế tạo để tham gia vào cuộc đấu thầu sản xuất máy bay trực thăng hạng nặng (HH(X)) diễn ra từ năm 1962, và YCH-53A đã đánh bại đối thủ chính là phiên bản cải sửa của CH-47 Chinook do Boeing Vertol chế tạo. Việc sản xuất hàng loạt CH-53A Sea Stallion bắt đầu từ năm 1966 và những phiên bản đầu tiên của nó sử dụng 2 động cơ tuốc bin trục General Electric T64-GE-6 công suất 2.850 mã lực (2,125 kW) với sức nâng tối đa là 46.000 lb (20.865 kg), trong đó phần tải trọng hàng hóa là 20.000 lb (9.072 kg). Nhiều phiên bản khác nhau của Sea Stallion dùng cho các mục đích khác nhau, và cả xuất khẩu, đã được chế tạo, ví dụ như RH-53A/D, HH-53B/C, CH-53D, CH-53G, MH-53H/J/M..
Tháng 10 năm 1967, Thủy quân Lục chiến Hoa Kỳ yêu cầu chế tạo một mẫu trực thăng với tải trọng mạnh hơn 1,8 lần so với CH-53D, và trực thăng mới phải có khả năng cất hạ cánh trên các tàu đổ bộ. Phía Hải quân và Không quân cũng yêu cầu một loại trực thăng mới giống như vậy. Trong thời gian đó, Sikorksy đang nghiên cứu phương án cải tiến phiên bản CH-53D và phiên bản cải sửa này được công ty đặt tên mã là "S-80". S-80 có điểm đáng chú ý là sử dụng 3 động cơ cùng hệ thống rôto cánh quạt mới. Thiết kế của S-80 được trình cho Thủy quân Lục chiến vào năm 1968 và được phía Thủy quân Lục chiến đánh giá cao vì nó có thể đáp ứng ngay nhu cầu hiện tại của họ. Dự án S-80 nhanh chóng được cấp vốn để phát triển, trong đó bao hàm chi phí chế tạo một mẫu thử nghiệm nhằm đánh giá hiệu năng của thiết kế.
Trong thời gian đó, vào năm 1970, S-80 chịu sức ép từ một đối thủ cạnh tranh là Boeing Vertol XCH-62 vốn đang được phát triển cho Lục quân. Mẫu XCH-62 nhận được sự ủng hộ từ Bộ Quốc phòng Hoa Kỳ và Bộ đã đề xuất áp dụng nó cho cả Hải quân lẫn Thủy quân Lục chiến. Tuy nhiên, Hải quân và Thủy quân Lục chiến Hoa Kỳ đã chứng minh cho Bộ Quốc phòng thấy rằng XCH-62 quá to lớn và không thích hợp trong việc cất hạ cánh trên tàu đổ bộ, cuối cùng Bộ Quốc phòng cũng nhượng bộ.
Các thử nghiệm về hệ thống 3 động cơ và hệ rôto 7 cánh quạt nâng được tiến hành từ đầu năm 1970. Mẫu thử nghiệm của S-80 tên là YCH-53E cất cánh lần đầu vào năm 1974. Những thay đổi trên mẫu YCH-53E cũng bao hàm hệ thống truyền động mạnh hơn và thân máy bay rộng 6 foot 2 inch (1,88 m). Người ta cũng chọn vật liệu mới cho các cánh quạt nâng, đó là một loại vật liệu tổng hợp làm từ titan và sợi thủy tinh. Cấu hình đuôi cũng thay đổi: kiểu đuôi ngang vị trí thấp, đối xứng bị thay thế bởi kiểu đuôi dọc, lớn hơn, và cánh quạt đuôi hơi nghiêng so với trục dọc để tạo một lực nâng nhỏ trong trạng thái lơ lửng trên không trong khi tương tác với mô men xoắn của cánh quạt nâng. Một hệ thống lái tự động mới cũng được tích hợp vào trực thăng.
Các thử nghiệm cho thấy YCH-53E có thể tải được 17,8 tấn ở độ cao 50 foot (15 m). Nếu không phải tải thêm hành lý phụ gắn ngoài, nó có thể bay với tốc độ 170 hải lý trên giờ (310 km/h) với tổng khối lượng là 56.000 pound (25.000 kg). Kết quả này dẫn tới một yêu cầu chế tạo thêm hai mẫu thử trước sản xuất và tổ chức một báo cáo thử nghiệm tĩnh. Lúc này, đuôi trực thăng được thiết kế lại để có thêm một cấu trúc bề mặt ngang vị trí cao nằm ở phía đối diện với cánh quạt đuôi với một cấu trúc bên trong nằm vuông góc với cánh quạt đuôi, và điểm nối của thanh giằng nghiêng 20 độ về phương ngang.
Hợp đồng sản xuất CH-53E cuối cùng đã được ký vào năm 1978. Chiếc CH-53E đầu tiên được sản xuất đã cất cánh lần đầu vào tháng 12 năm 1980. Ba tháng sau, vào tháng 2 năm 1981, Super Stallion chính thức hoạt động trong biên chế quân đội. Phía Hải quân cũng được phiên chế một lượng nhỏ CH-53E dùng cho việc tiếp vận cho tàu bè. Tổng cộng có 177 chiếc Super Stallion được chuyển giao cho Hải quân và Thủy quân Lục chiến.
Phía Hải quân đã yêu cầu chế tạo một phiên bản mới hơn của CH-53E dùng cho việc rà phá mìn. Phiên bản này được đặt tên định danh là "MH-53E Sea Dragon". So với Super Stallion, Sea Dragon có cánh sườn lớn hơn để chứa nhiều nhiên liệu hơn và bền bỉ hơn. MH-53E giữ lại vòi tiếp liệu và bên trong thân máy bay có thể tích hợp 7 khoang nhiên liệu dung tích 300 gallon Mỹ (1.136 lít). Hệ thống điều khiển-tác chiến kỹ thuật số của MH-53E được chú ý thiết kế làm tăng khả năng điều khiển và mang vác các thiết bị rà phá mìn. Mẫu thử nghiệm của MH-53E bay lần đầu vào ngày 23 tháng 12 năm 1981 và nó được phục vụ trong biên chế Hải quân từ năm 1986. MH-53E có thể được tiếp nhiên liệu khi đang bay hoặc đang lơ lửng trên không. Tổng cộng có 46 chiếc Sea Dragon được phiên chế trong Hải quân, còn số lượng RH-53D đời cũ được chuyển qua công tác vận tải thuần túy.
Một lượng MH-53E cũng được chế tạo để xuất khẩu cho Nhật Bản dưới tên định danh là S-80M-1.
Mẫu CH-53E phục vụ trong Hải quân và Thủy quân lục chiến với nhiệm vụ cơ bản là trực thăng siêu tải. Sức tải của nó cho phép trực thăng này chuyên chở nhiều loại vũ khí nặng tỉ như xe bọc thép bánh hơi LAV-25, lựu pháo 155 ly M198 cùng với toàn bộ đạn dược và pháo thủ, và kể cả trực thăng vận tải CH-47 Chinook. Trong công tác thu hồi các máy bay gặp tai nạn, Super Stallion có khả năng mang vác các loại máy bay to bằng nó trở xuống, tức là tất cả mọi loại máy bay trong Thủy quân Lục chiến trừ KC-130.
Thời gian gần đây, phía Thủy quân Lục chiến đã lên kế hoạch nâng cấp đại trà số CH-53E trong biên chế, tuy nhiên kế hoạch đã bị đình lại. Trong khi đó, Sikorsky đã đề xuất thiết kế của một phiên bản CH mới hoàn toàn tên là "CH-53X". Vào tháng 4 năm 2006, Thủy quân Lục chiến đã chấp nhận phiên bản này và ký hợp đồng mua 156 chiếc với tên gọi "CH-53K". Số CH-53E hiện có sẽ bắt đầu nghỉ hưu dần dần từ năm 2009 vì nhiều chiếc trong số đó đã hết hạn sử dụng vào năm 2011-12. Và vì vậy nhu cầu trực thăng mới là rất cấp thiết. Tháng 8 năm 2007, số CH-53K đặt hàng tăng lên 227 chiếc.. Vào ngày 5 tháng 5 năm 2014 tướng James F. Amos công bố tên chính thức của CH-53K là "King Stallion".

## Thiết kế

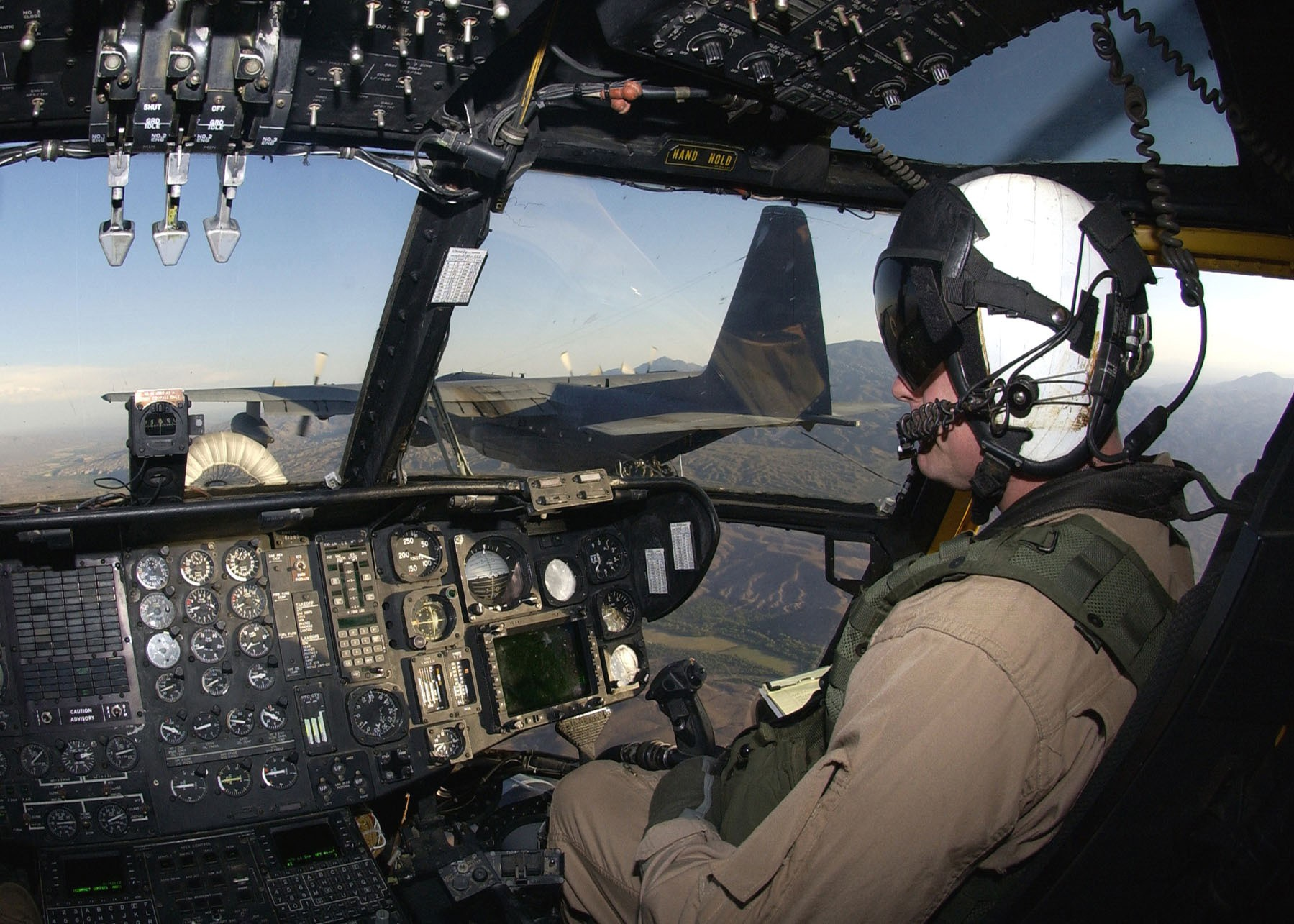
Buồng lái của một chiếc CH-53E. Chiếc máy bay phía trước mặt phi công là HC-130 Hercules.

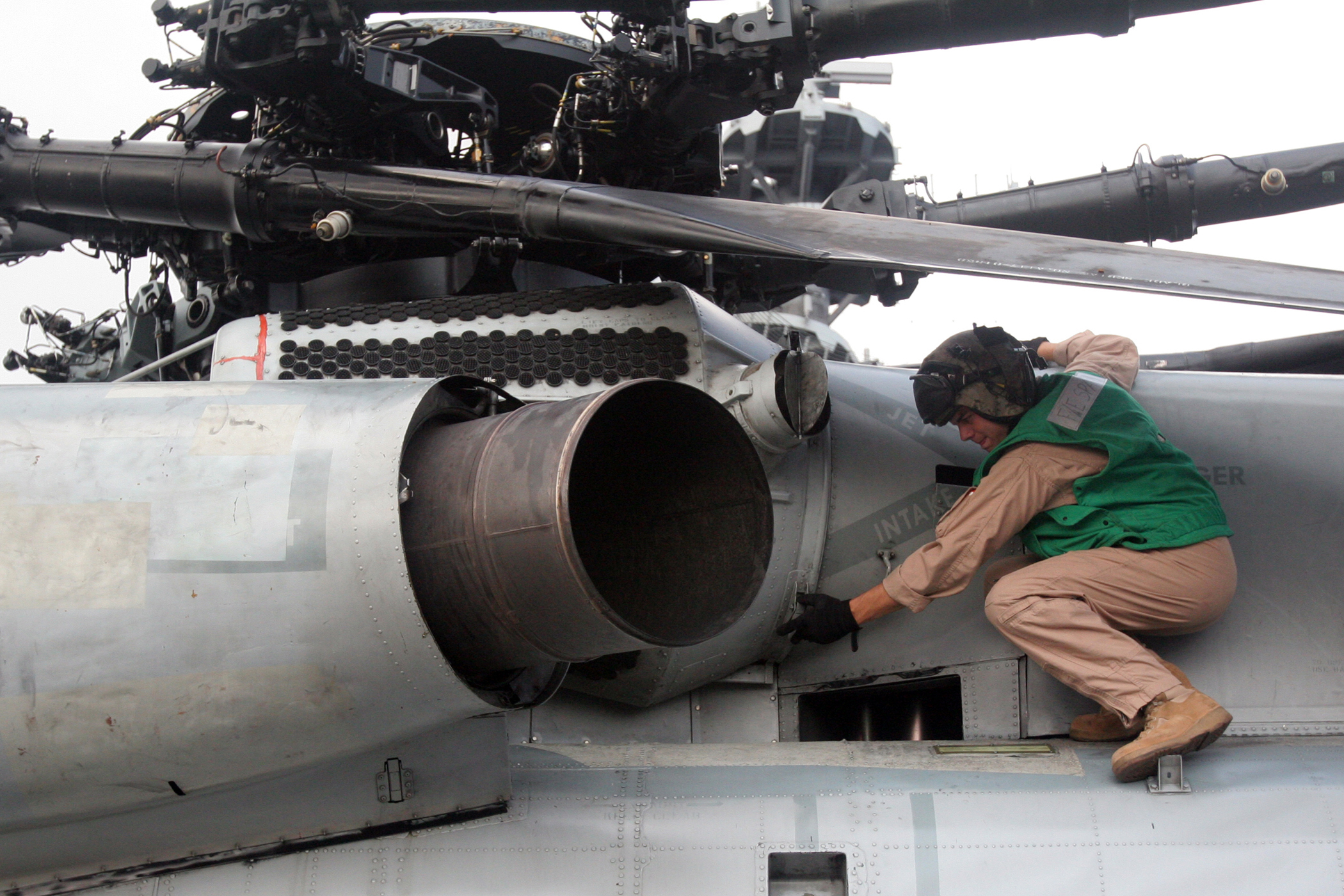
Cận cảnh rôto và ống xả động cơ.

CH-53E Super Stallion có hình dạng gần giống với CH-53 Sea Stallion, tuy nhiên nó được trang bị 3 động cơ cung cấp công suất mạnh hơn so với 2 động cơ của Sea Stallion. CH-53E cũng có 7 cánh quạt nâng thay vì 6 cánh quạt nâng ở CH-53.
CH-53E có thể chuyên chở 55 người hoặc tải được 30.000 lb (13.610 kg) hàng hóa, ngoài ra nó còn có thể chở thêm 36.000 lb (16.330 kg) hàng hóa treo bên ngoài thân máy bay. Tốc độ bay hành trình của Super Stallion là chừng 173 dặm/giờ (278 km/h) và tầm bay là 621 dặm (1.000 km). Ống tiếp nhiên liệu được gắn ở trước máy bay và nó có thể nhận nhiên liệu trong trạng thái lơ lửng trên không từ tàu chở dầu. CH-53 được vũ trang 3 súng máy, một ở cửa ra vào bên mạn phải, một ở cửa sổ bên mạn trái nằm phía sau chỗ ngồi của lái phụ, một ở đuôi. Nó cũng có thể trang bị mồi bẫy nhiệt và bụi kim loại gây nhiễu rađa.
Phiên bản MH-53E Sea Dragon có cánh sườn to hơn và có mấu treo thiết bị rà phá mìn để có thể đảm nhiệm công tác phá thủy lôi ở khoảng cách xa mặt nước nhằm đảm bảo an toàn, cùng với các thiết bị chống mìn, phá mìn tỉ như hai khẩu súng máy. Hệ thống điều khiển kỹ thuật số của trực thăng cũng được thiết kể đặc biệt chuyên dùng cho việc sử dụng các thiết bị phá mìn. Phiên bản này là loại trực thăng quân sự lớn nhất, nặng nhất của phương Tây.
Những phiên bản nâng cấp của CH-53E được trang bị thiết bị nhìn đêm (HNVS), súng máy .50 BMG (12,7 mm) GAU-21/A và M3P được cải tiến, và thiết bị nhìn phía trước bằng hồng ngoại (FLIR) AAQ-29A.

## Phiên bản
YCH-53E
Tên mã định danh của hai nguyên mẫu thử nghiệm S-65E (S-80E).
CH-53E Super Stallion
Tên mã định danh của phiên bản sản xuất S-80E dành cho Thủy quân Lục chiến và Hải quân Hoa Kỳ. 170 chiếc đã được chế tạo.
MH-53E Sea Dragon
Tên mã định danh dành cho phiên bản S-80M sản xuất dành cho công tác rà phá mìn của Hải quân Hoa Kỳ. 50 chiếc đã được chế tạo.
VH-53F
Mẫu thử nghiệm với vai trò chuyên cơ cho Tổng thống. Không được sản xuất.
S-80E
Mẫu thử nghiệm dùng cho xuất khẩu với vai trò máy bay vận tải hạng nặng. Không được sản xuất.
S-80M
Mẫu thử nghiệm dùng cho xuất khẩu với vai trò rà phá mìn. 11 chiếc được chế tạo và xuất khẩu cho Nhật Bản.

## Các quốc gia sử dụng

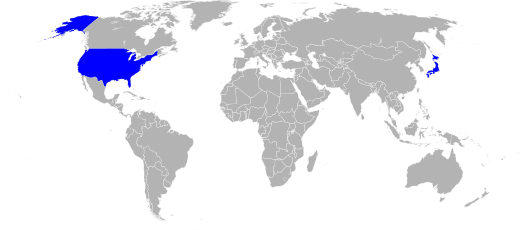
Các quốc gia đang sử dụng CH-53E

Nhật Bản
- Lực lượng Phòng vệ Biển Nhật Bản[22]

 Hoa Kỳ
- Thủy quân Lục chiến Hoa Kỳ[22]
  - HMH-361[23]
  - HMH-366[24]
  - HMH-461[25]
  - HMH-462[26]
  - HMH-464[27]
  - HMH-465[28]
  - HMH-466[29]
  - HMH-769[30]
  - HMH-772[31]
- Hải quân Hoa Kỳ[22]
  - HC-1[32]
  - HC-4[33]
  - HM-14[34]
  - HM-15[35]

## Thông số (CH-53E)
Nguồn: U.S. Navy history, International Directory, World Aircraft
- Phi hành đoàn: 5 người, gồm 2 phi công, 1 chỉ huy kiêm điều khiển súng máy bên phải, 1 điều khiển súng máy bên trái, 1 điều khiển súng máy ở đuôi
- Sức chứa: 37 người (55 người nếu bố trí thêm hàng ghế ở giữa)
- Chiều dài: 99 ft 1/2 in (30,2 m)
- Chiều cao: 27 ft 9 in (8,46 m)
- Đường kính rôto: 792 ft (24 m)
- Diện tích đĩa dẫn động: 4.900 foot vuông (460 m²)
- Động cơ: 3 động cơ tuốc bin trục General Electric T64-GE-416/416A, mỗi động cơ 4.380 mã lực (3.270 kW)
- Hệ thống rôto: 7 cánh quạt nâng, 4 cánh quạt đuôi
- Khối lượng rỗng: 33.226 lb (15.071 kg)
- Tải trọng: 30.000 lb (13.600 kg), tải trọng hàng gắn ngoài máy bay là 32.000 lb (14.500 kg)
- Khối lượng cất cánh tối đa: 73.500 lb (33.000 kg)
- Tốc độ tối đa: 170 dặm biển/giờ (196 dặm/giờ, 315 km/h)
- Tốc độ bay hành trình: 150 dặm biển/giờ (173 dặm/giờ, 278 km/h)
- Tầm hoạt động: 540 dặm biển (1.000 km)
- Tầm tác chiến: 207 dặm (330km)
- Tầm bay tải hàng: 990 dặm biển (1.139 dặm hay 1.833 km)
- Trần bay: 18.500 ft (5.640 m)
- Tốc độ lên cao: 2.500 ft/phút (13 m/s)
- Trang bị:
  - 2 súng máy.50 BMG (12.7 x 99 mm) GAU-15/A gắn ở cửa sổ
  - 1 súng máy.50 BMG (12.7 x 99 mm) GAU-21 ở cửa chính
  - Mồi nhiệt và bụi kim loại gây nhiễu